# Alphacrambus parvus
Alphacrambus parvus is een vlinder uit de familie grasmotten (Crambidae). De wetenschappelijke naam van deze soort is voor het eerst geldig gepubliceerd in 1995 door Bassi.
De soort komt voor in tropisch Afrika.